# Najadaceae
Najadaceae is een botanische naam, voor een familie van eenzaadlobbige planten. Een familie onder deze naam wordt vrij algemeen erkend door systemen van plantentaxonomie.
Echter niet meer door het APG-systeem (1998) en het APG II-systeem (2003). Deze systemen voegen de betreffende planten in bij de waterkaardefamilie (Hydrocharitaceae). Het Cronquist-systeem (1981) erkende de familie wel en deelde haar in bij een orde Najadales.
Indien erkend, bestaat de familie uit één geslacht van waterplanten, Najas, dat enkele tientallen soorten telt. In Nederland heeft het twee vertegenwoordigers:
- groot nimfkruid (Najas marina)
- klein nimfkruid (Najas minor)